# Музика на Монголия
Монголия е държава в Азия с население от етническа група, съставена от племена и родове. Монголци има също в Русия (Република Тува) и Китай - Вътрешна Монголия и др.
Музиката е важна част от монголска култура. По времето на комунизма (от 1924 г. до 1992 г.) много местни обичаи са забранени в цялата страна. Монголските малцинства в Русия и Китай са потискани до 20 век. Комунистите доминират над халха-монголците, най-голямата етническа група в страната. Традиционните музикални стилове са модернизирани и стандартизирани, като понякога са включвани и европейски елементи. Баладите са едни от най-характерните за монголската музика.

## Балади
Обикновено баладите са тъжни и понякога са приемани мрачно. Темите зависят от контекста – могат да бъдат философски, религиозни, романтични или възхвалителни. Често в песните се използват повторения или конете, като символ. Източните монголци използват гъдулка (конска гъдулка) или вид местна флейта за акомпанимент. Западните монголци по принцип не използват музикален съпровод.

## Конска гъдулка
Конската гъдулка или морийн хуур е характерен монголски инструмент. На него свири улигершин (бард). Този инструмент е двуструнен и прилича на чело. Водят се спорове относно резбата изобразяваща кон, с която завършва грифа на инструмента. Някои учени вярват, че това е доказателство, че първоначално се използва от шаманите. Техните жезли също имат конски форми в края. Конят е много почитано животно в Монголия.

## Гърлено пеене
Може би най-известната музикална форма на монголците е гърленото пеене. Запазено е сред повечето от тях и най-вече в Тува. Звучи различно от традиционната музика в Монголия или в света (с изключение на някои специфични райони като Швейцария). Най-известни гърлени певци в Монголия са халхите Герелтсогт и Сундуй, но туванската група Хуун - Хуур - Ту има последователи. Този уникален начин на пеене изисква от изпълнителя да смеси две ноти, като едната е по-висока от другата.

## Поп музика
Въпреки че не е известно извън Монголия, Улан Батор има добре развиваща се поп моп сцена, която е смесица от различни видове популярна музика. От западните жанрове се включват хевиметъл групи като Hurd, момчешки групи като Camerton, момичешки групи като Lipstick, хардрок групи като Haranga и хип-хоп групи като Lumino.